# Neptis sappho
Neptis sappho là một loài bướm nymphalid được tìm thấy ở phía tây châu Âu, Nga, Ấn Độ và các khu vực khác của [[châu Á]] và Nhật Bản.
Sải cánh dài 40–46 mm.

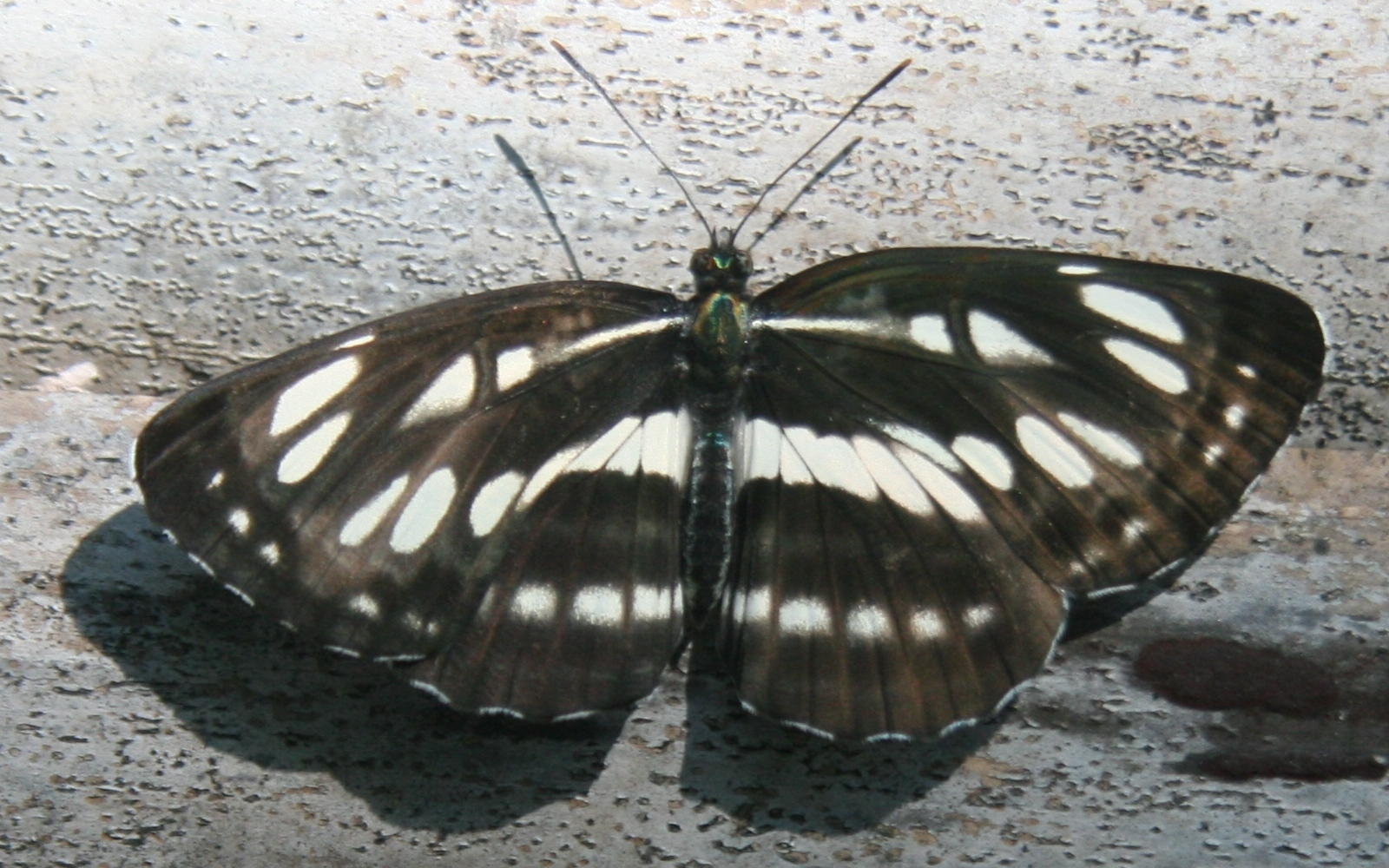

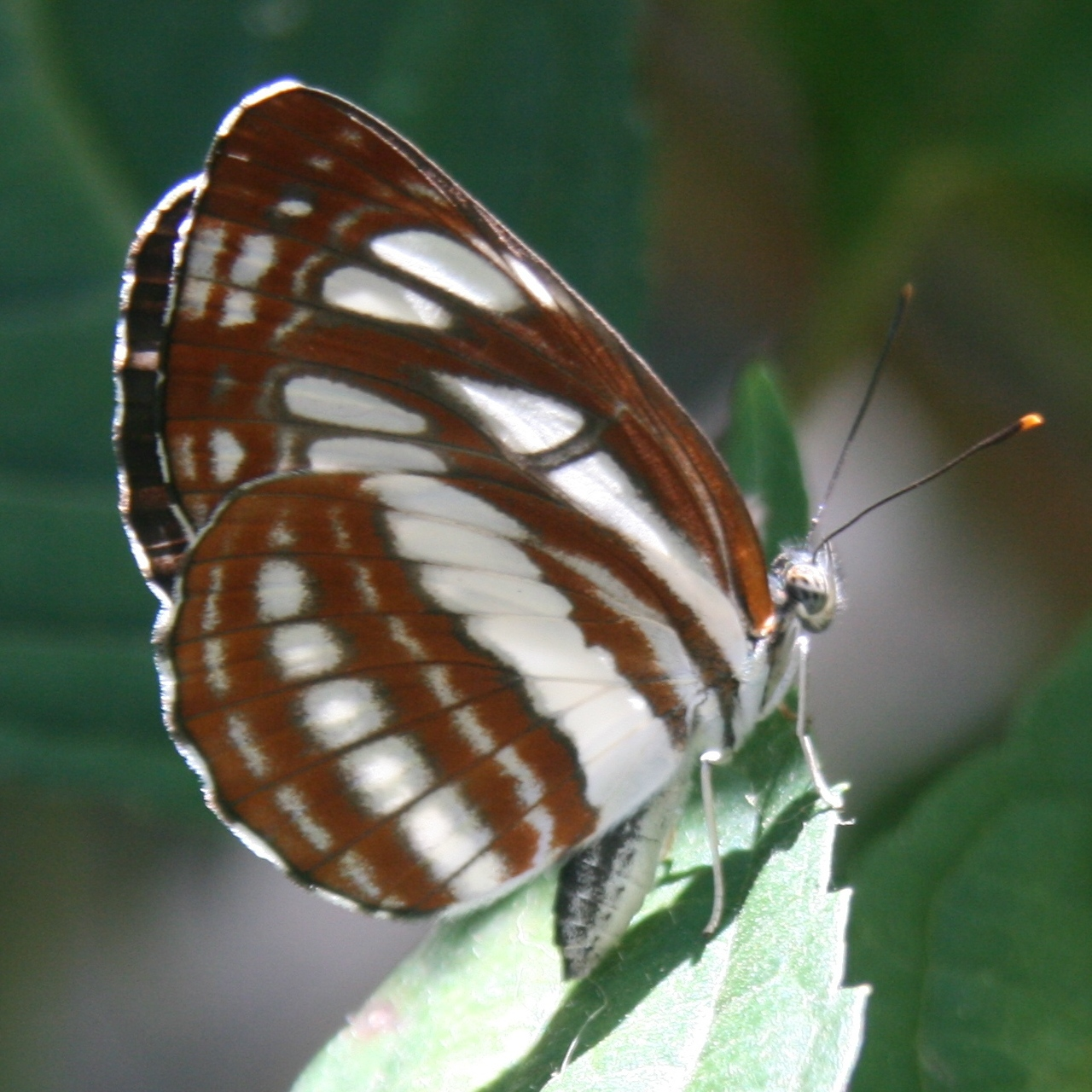

Ấu trùng ăn Lathyrus vernus, Lathyrus niger và Robina pseudoacacia.

## Hình ảnh

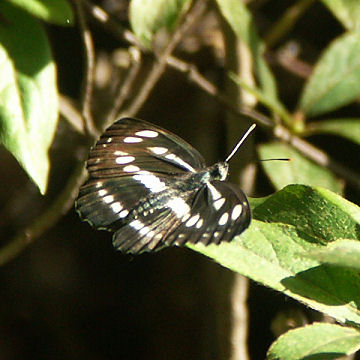
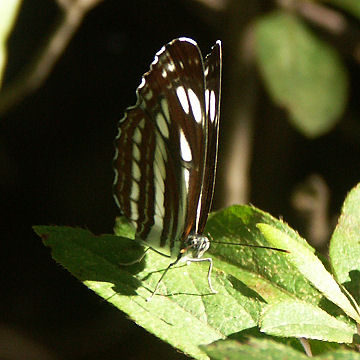
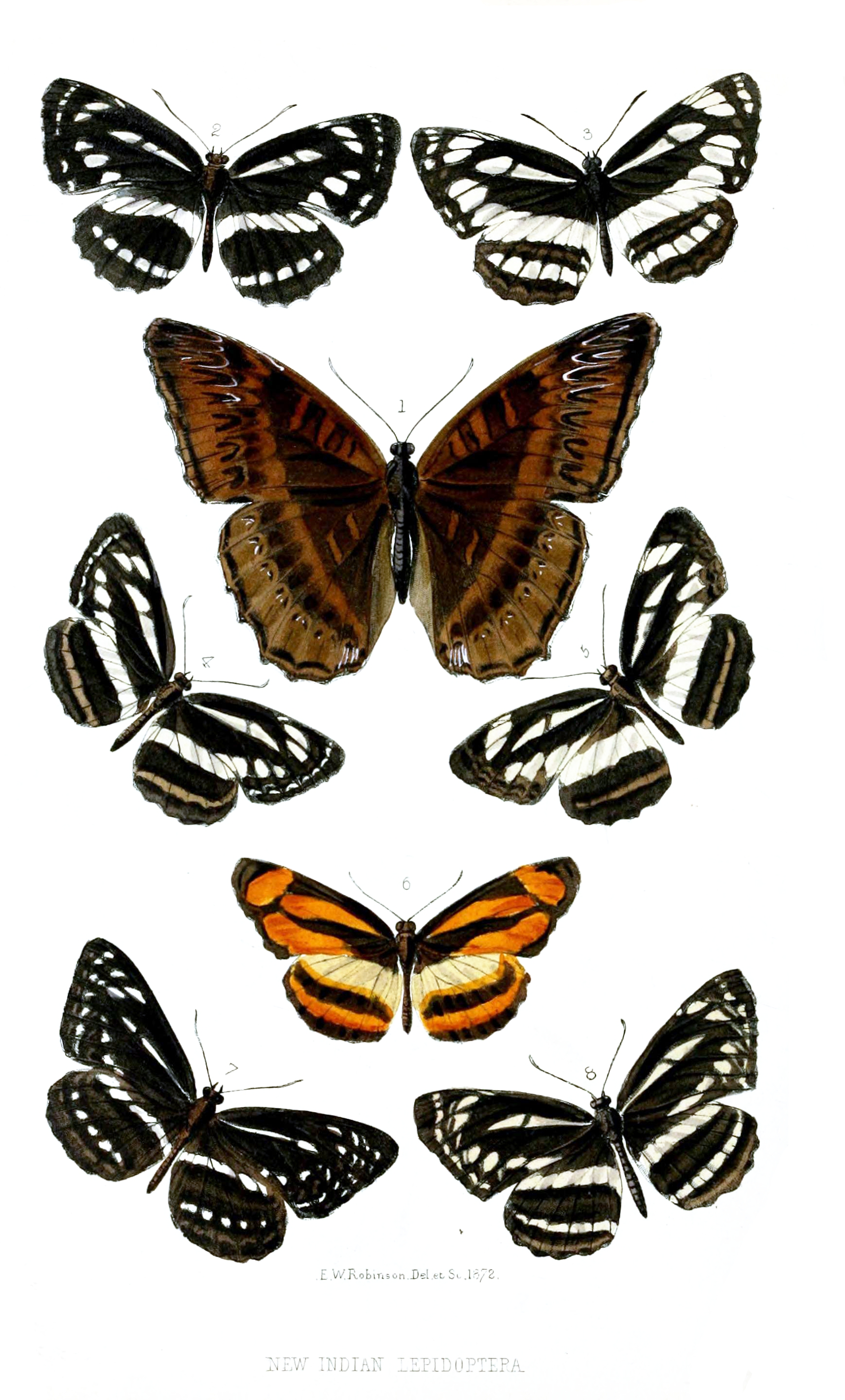
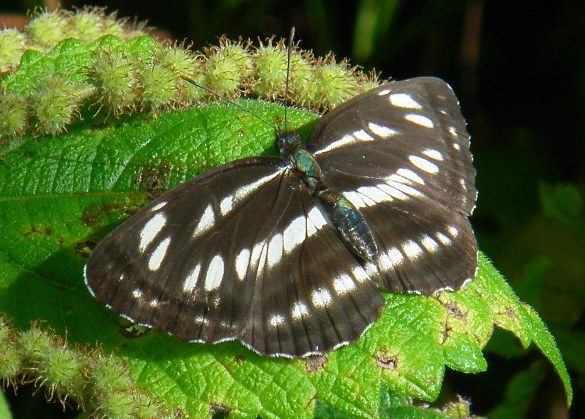